# 2018 у коміксах
Нижче представлений огляд подій, що відбудуться у 2018 році у комікс-тематиці, у тому числі хронологія випуску українських коміксів та фестивалі.

## Події

### Фестивалі
| Дата            | Подія                  | Розташування  | Аудиторія | Дж |
| --------------- | ---------------------- | ------------- | --------- | -- |
| 24 березня      | Космікс ФЕСТ           | Київ, Україна |           |    |
| 19 — 20 травня  | Kyiv Comic Con 2018    | Київ, Україна | 12 500    |    |
| 22 — 23 вересня | Comic Con Ukraine 2018 | Київ, Україна | 20 000    |    |
| 15 грудня       | Comxfest               | Київ, Україна | Н/Д       |    |

## Комікси

### Загальна статистика
| Українське видавництво | Авторські комікси | Оригінальне видавництво | Оригінальне видавництво | Оригінальне видавництво | Оригінальне видавництво | Оригінальне видавництво | Оригінальне видавництво | Оригінальне видавництво | Оригінальне видавництво |
| Українське видавництво | Авторські комікси | DC Comics               | Marvel Comics           | Marvel Comics           | Sergio Bonelli Editore  | Sergio Bonelli Editore  | Dark Horse Comics       | IDW Publishing          | Решта                   |
| Українське видавництво | Авторські комікси | ТП                      | С                       | МО                      | С                       | МО                      | ТП                      | ТП                      | ТП                      |
| ---------------------- | ----------------- | ----------------------- | ----------------------- | ----------------------- | ----------------------- | ----------------------- | ----------------------- | ----------------------- | ----------------------- |
| Рідна Мова             | 1                 | 9                       |                         |                         |                         |                         |                         |                         | 3                       |
| Fireclaw               | 1                 |                         | 10                      | 4                       | 5                       | 1                       |                         |                         |                         |
| Ірбіс Комікси          |                   |                         |                         |                         |                         |                         |                         |                         | 4                       |
| КМ-Букс                |                   |                         |                         |                         |                         |                         |                         |                         | 4                       |
| Артбукс                |                   |                         |                         |                         |                         |                         |                         |                         | 3                       |
| Molfar Comics          |                   |                         |                         |                         |                         |                         |                         | 1                       | 1                       |
| Вовкулака              | 1                 |                         |                         |                         |                         |                         | 1                       |                         |                         |
| Північні Вогні         | 1                 |                         |                         | 1                       |                         |                         |                         |                         |                         |
| Видавництво            |                   |                         |                         |                         |                         |                         |                         |                         | 1                       |
| Чорним по Білому       |                   |                         |                         |                         |                         |                         |                         |                         | 1                       |
| Asgardian Comics       | 2                 |                         |                         |                         |                         |                         |                         |                         |                         |
| UA Comics              | 3                 |                         |                         |                         |                         |                         |                         |                         |                         |
| ДавАрт                 | 1                 |                         |                         |                         |                         |                         |                         |                         |                         |
| Самвидав               | 1                 |                         |                         |                         |                         |                         |                         |                         |                         |
| Всього                 | 11                | 9                       | 10                      | 5                       | 5                       | 1                       | 1                       | 1                       | 17                      |
| Всього                 | 11                | 51                      |                         |                         |                         |                         |                         |                         |                         |
| Всього                 | 62                |                         |                         |                         |                         |                         |                         |                         |                         |

### Поквартальний календар
Нижче наведені таблиці коміксах відсортованих відносно дати випуску у друк в Україні.
Відомості взяті з таких джерел:
- Сайти вітчизняних видавництв: Ірбіс Комікси [Архівовано 16 вересня 2015 у Wayback Machine.], Рідна мова [Архівовано 24 грудня 2018 у Wayback Machine.], Fireclaw [Архівовано 31 березня 2019 у Wayback Machine.] та Molfar Comics [Архівовано 26 лютого 2019 у Wayback Machine.], Північні Вогні [Архівовано 13 жовтня 2018 у Wayback Machine.], Вовкулака [Архівовано 25 грудня 2018 у Wayback Machine.].
- Сайти комікс-магазинів: Ideo-Grafika [Архівовано 18 січня 2022 у Wayback Machine.], Cosmic Shop [Архівовано 15 серпня 2019 у Wayback Machine.], Loot [Архівовано 16 грудня 2021 у Wayback Machine.], Comics Room [Архівовано 30 березня 2019 у Wayback Machine.], Geek-Point [Архівовано 5 вересня 2018 у Wayback Machine.] і т.п.

#### Січень— Березень
| Дата виходу     | Дата виходу | Назва                                                                                        | Країна | Сценарист(и) та художник(и)                       | Оригінальне вид-во. | Українське вид-во. | Інформація      | Інформація       | Інформація |
| Дата виходу     | Дата виходу | Назва                                                                                        | Країна | Сценарист(и) та художник(и)                       | Оригінальне вид-во. | Українське вид-во. | Вид             | Формат           | Стр.       |
| --------------- | ----------- | -------------------------------------------------------------------------------------------- | ------ | ------------------------------------------------- | ------------------- | ------------------ | --------------- | ---------------- | ---------- |
| С І Ч Е Н Ь     | 16          | Наука в коміксах: Всесвітня історія: Від розвитку Китаю до занепаду Риму. І про Індію також! | США    | Сценарист: TBA Художник: TBA                      | Doubleday           | Рідна Мова         | Том             | Тверда палітурка | 320        |
| С І Ч Е Н Ь     | 22          | Бетмен: Ноель                                                                                | США    | Сценарист: TBA Художник: TBA                      | DC Comics           | Рідна Мова         | Графічна новела | Тверда палітурка | 112        |
| Л Ю Т И Й       | 22          | Spider-Man #1                                                                                | США    | Сценарист: Ден Слотт Художник: Джузеппе Камунколі | Marvel Comics       | Fireclaw           | Серія           | Синґл            | 24         |
| Б Е Р Е З Е Н Ь | 9           | Смурфики: Смурфетка                                                                          | США    | Сценарист: TBA Художник: TBA                      | Dupuis              | Ірбіс Комікси      | Том             | Тверда палітурка | 64         |
| Б Е Р Е З Е Н Ь | 16          | Бетмен: Місто сов                                                                            | США    | Сценарист: TBA Художник: TBA                      | DC Comics           | Рідна Мова         | Том             | Тверда палітурка | 208        |
| Б Е Р Е З Е Н Ь | 16          | Флеш: Революція бунтарів                                                                     | США    | Сценарист: TBA Художник: TBA                      | DC Comics           | Рідна Мова         | Том             | Тверда палітурка | 168        |
| Б Е Р Е З Е Н Ь | 26          | Spider-Man #2                                                                                | США    | Сценарист: Ден Слотт Художник: Джузеппе Камунколі | Marvel Comics       | Fireclaw           | Серія           | Синґл            | 24         |

#### Квітень— Червень
| Дата виходу   | Дата виходу | Назва                                         | Країна          | Сценарист(и) та художник(и)                       | Оригінальне вид-во.    | Українське вид-во. | Інформація      | Інформація       | Інформація |
| Дата виходу   | Дата виходу | Назва                                         | Країна          | Сценарист(и) та художник(и)                       | Оригінальне вид-во.    | Українське вид-во. | Вид             | Формат           | Стр.       |
| ------------- | ----------- | --------------------------------------------- | --------------- | ------------------------------------------------- | ---------------------- | ------------------ | --------------- | ---------------- | ---------- |
| К В І Т Н Я   | 25          | Spider-Man #3                                 | США             | Сценарист: Ден Слотт Художник: Джузеппе Камунколі | Marvel Comics          | Fireclaw           | Серія           | Синґл            | 24         |
| Т Р А В Е Н Ь | 3           | Джеронімо Стілтон: Врятувати Олімпійські ігри | США             | Сценарист: TBA Художник: TBA                      | Papercutz              | Ірбіс Комікси      | Графічна новела | Тверда палітурка | 48         |
| Т Р А В Е Н Ь | 3           | Пригоди Драгонеро #1                          | Італія          | Сценарист: TBA Художник: TBA                      | Sergio Bonelli Editore | Fireclaw           | Серія           | Тверда палітурка | 32         |
| Т Р А В Е Н Ь | 4           | Пісочний чоловік: Ляльковий дім               | США             | Сценарист: TBA Художник: TBA                      | Vertigo                | Рідна Мова         | Том             | Тверда палітурка | 256        |
| Т Р А В Е Н Ь | 21          | Вартові                                       | США             | Сценарист: TBA Художник: TBA                      | DC Comics              | Рідна Мова         | Графічна новела | Тверда палітурка | 532        |
| Т Р А В Е Н Ь | 30          | Spider-Man #4                                 | США             | Сценарист: Ден Слотт Художник: Джузеппе Камунколі | Marvel Comics          | Fireclaw           | Серія           | Синґл            | 24         |
| Т Р А В Е Н Ь | 31          | Пригоди Драгонеро #2                          | Італія          | Сценарист: TBA Художник: TBA                      | Sergio Bonelli Editore | Fireclaw           | Серія           | Синґл            | 32         |
| Ч Е Р В Е Н Ь | 2           | Гільда і троль                                | Велика Британія | Сценарист: TBA Художник: TBA                      | Nobrow Press           | ArtBooks           | Графічна новела | Тверда палітурка | 34         |

#### Липень— Вересень
| Дата виходу     | Дата виходу | Назва                             | Країна  | Сценарист(и) та художник(и)                       | Оригінальне вид-во.    | Українське вид-во. | Інформація      | Інформація       | Інформація |
| Дата виходу     | Дата виходу | Назва                             | Країна  | Сценарист(и) та художник(и)                       | Оригінальне вид-во.    | Українське вид-во. | Вид             | Формат           | Стр.       |
| --------------- | ----------- | --------------------------------- | ------- | ------------------------------------------------- | ---------------------- | ------------------ | --------------- | ---------------- | ---------- |
| Л И П Е Н Ь     | 2           | Spider-Man #5                     | США     | Сценарист: Ден Слотт Художник: Джузеппе Камунколі | Marvel Comics          | Fireclaw           | Серія           | Синґл            | 24         |
| Л И П Е Н Ь     | 18          | Бетмен: Смерть сім'ї              | США     | Сценарист: TBA Художник: TBA                      | DC Comics              | Рідна Мова         | Том             | Тверда палітурка | 176        |
| Л И П Е Н Ь     | 16          | Пригоди Драгонеро #3              | Італія  | Сценарист: TBA Художник: TBA                      | Sergio Bonelli Editore | Fireclaw           | Серія           | Синґл            | 32         |
| Л И П Е Н Ь     | 23          | Metal Gear Solid                  | США     | Сценарист: TBA Художник: TBA                      | IDW Publishing         | Molfar Comics      | Том             | Тверда палітурка | 160        |
| Л И П Е Н Ь     | 25          | Spider-Man #6                     | США     | Сценарист: Ден Слотт Художник: Маттео Буфан'ї     | Marvel Comics          | Fireclaw           | Серія           | Синґл            | 24         |
| С Е П Е Н Ь     | 17          | Джокер                            | США     | Сценарист: TBA Художник: TBA                      | DC Comics              | Графічна новела    | Том             | Тверда палітурка | 136        |
| С Е П Е Н Ь     | 29          | Spider-Man #7                     | США     | Сценарист: Ден Слотт Художник: Маттео Буфан'ї     | Marvel Comics          | Fireclaw           | Серія           | Синґл            | 24         |
| В Е Р Е С Е Н Ь | 11          | Смурфики: Смурфи і яйце           | США     | Сценарист: TBA Художник: TBA                      | Dupuis                 | Ірбіс Комікси      | Том             | Тверда палітурка | 64         |
| В Е Р Е С Е Н Ь | 12          | Пригоди Драгонеро #4              | Італія  | Сценарист: TBA Художник: TBA                      | Sergio Bonelli Editore | Fireclaw           | Серія           | Синґл            | 32         |
| В Е Р Е С Е Н Ь | 15          | Персеполіс                        | Франція | Сценарист: TBA Художник: TBA                      | L'Association          | Видавництво        | Графічна новела | Тверда палітурка | 352        |
| В Е Р Е С Е Н Ь | 16          | Бетмен: Повернення Темного лицаря | США     | Сценарист: TBA Художник: TBA                      | DC Comics              | Рідна Мова         | Графічна новела | Тверда палітурка | 232        |
| В Е Р Е С Е Н Ь | 22          | Старий Лоґан: Берсеркер           | США     | Сценарист: TBA Художник: TBA                      | Marvel Comics          | Fireclaw           | Том             | М'яка обкладинка | 96         |
| В Е Р Е С Е Н Ь | 22          | Дедпул: Балакучий мільйонер       | США     | Сценарист: TBA Художник: TBA                      | Marvel Comics          | Fireclaw           | Том             | М'яка обкладинка | 128        |
| В Е Р Е С Е Н Ь | 22          | Гарфілд                           | США     | Сценарист: TBA Художник: TBA                      | KaBOOM!                | Molfar Comics      | Том             | Тверда палітурка | 112        |
| В Е Р Е С Е Н Ь | 23          | Веном: Тремтіння                  | США     | Сценарист: TBA Художник: TBA                      | Marvel Comics          | Північні Вогні     | Том             | М'яка обкладинка | 124        |
| В Е Р Е С Е Н Ь | 24          | Відьмак: Дім зі скла              | США     | Сценарист: TBA Художник: TBA                      | Dark Horse Comics      | Вовкулака          | Том             | Тверда палітурка | 136        |
| В Е Р Е С Е Н Ь | 25          | Spider-Man #8                     | США     | Сценарист: Ден Слотт Художник: Маттео Буфан'ї     | Marvel Comics          | Fireclaw           | Серія           | Синґл            | 24         |

#### Жовтень— Грудень
| Дата виходу     | Дата виходу | Назва                        | Країна | Сценарист(и) та художник(и)                       | Оригінальне вид-во.    | Українське вид-во. | Інформація      | Інформація       | Інформація |
| Дата виходу     | Дата виходу | Назва                        | Країна | Сценарист(и) та художник(и)                       | Оригінальне вид-во.    | Українське вид-во. | Вид             | Формат           | Стр.       |
| --------------- | ----------- | ---------------------------- | ------ | ------------------------------------------------- | ---------------------- | ------------------ | --------------- | ---------------- | ---------- |
| Ж О В Т Е Н Ь   | 19          | Проповідник: Книга перша     | США    | Сценарист: TBA Художник: TBA                      | Vertigo                | Рідна Мова         | Том             | Тверда палітурка | 360        |
| Ж О В Т Е Н Ь   | 25          | Бетмен: Довгий Гелловін      | США    | Сценарист: TBA Художник: TBA                      | DC Comics              | Рідна Мова         | Графічна новела | Тверда палітурка | 392        |
| Ж О В Т Е Н Ь   | 25          | Смурфики: Різдво у смурфів   | США    | Сценарист: TBA Художник: TBA                      | Papercutz              | Ірбіс Комікси      | Том             | Тверда палітурка | 48         |
| Ж О В Т Е Н Ь   | 31          | Spider-Man #9                | США    | Сценарист: Ден Слотт Художник: Джузеппе Камунколі | Marvel Comics          | Fireclaw           | Серія           | Синґл            | 24         |
| Л И С Т О П А Д | 9           | Вражаючі Люди-Ікс: Життя Ікс | США    | Сценарист: TBA Художник: TBA                      | Marvel Comics          | Fireclaw           | Том             | М'яка обкладинка | 144        |
| Л И С Т О П А Д | 14          | Пригоди Драгонеро #5         | Італія | Сценарист: TBA Художник: TBA                      | Sergio Bonelli Editore | Fireclaw           | Серія           | Синґл            | 32         |
| Л И С Т О П А Д | 20          | Єнот Ракета                  | США    | Сценарист: TBA Художник: TBA                      | Marvel Comics          | Fireclaw           | Графічна новела | М'яка обкладинка | 112        |
| Л И С Т О П А Д | 20          | Текс: Месник                 | США    | Сценарист: TBA Художник: TBA                      | Sergio Bonelli Editore | Fireclaw           | Графічна новела | Тверда палітурка | 50         |
| Г Р У Д Е Н Ь   | 3           | Spider-Man #10               | США    | Сценарист: Ден Слотт Художник: Джузеппе Камунколі | Marvel Comics          | Fireclaw           | Серія           | Синґл            | 24         |
| Г Р У Д Е Н Ь   | 20          | Аквамен: Западина            | США    | Сценарист: TBA Художник: TBA                      | DC Comics              | Рідна Мова         | Том             | Тверда палітурка | 144        |